# پسی ماهی
پسی ماهی یک ستاره است که در صورت فلکی ماهی قرار دارد.